# الرجال العادلون في قرطبة
الرجال العادلون في قرطبة هي رواية إثارة صدرت عام 1917 للكاتب البريطاني إدغار والاس.
إنه الإدخال الثالث في سلسلة بدأت بـ الرجال الأربعة العادلون [الإنجليزية] في عام 1905 حول مجموعة من الحراس يقاتلون ضد الجريمة. تتضمن المجموعة النسخة الكاملة من قصة «السموم» التي طُبعت لأول مرة في عدد مايو 1912 من مجلة الرواية بدون نهاية، ولكن مع جائزة مقدمة للقارئ الأول الذي قدم النهاية الصحيحة.

## القصة
يستمتع الأصدقاء الثلاثة، بويكارت ومانفريد وغونساليس، بمدينة قرطبة الإسبانية الغريبة بحرارتها وتأثيراتها المغاربية، لكنهم ما زالوا ملتزمين بتوظيف فكرهم ومكرهم لتحقيق العدالة.